# 塔坪寺石塔
塔坪寺石塔位於重慶市北碚區靜觀鎮塔坪村，文物遺址年代判定為宋、清。1991年4月16日公佈為四川省第三批省級重點文物保護單位。2000年9月7日列為第一批重慶市文物保護單位。
三寶塔在塔坪寺內。建於宋代。塔周為清代寺廟環繞，塔外群峰聳立，林木蔥蘢，風景秀麗。塔為石質方形七級空心樓閣式，塔外壁有仿木斗拱結構，第一級存浮雕神像5尊。以上各層檐上四角作反宇狀，以金黃碧綠琉璃瓦覆蓋，角下懸鈴。二層以上均用彩色碎瓷鑲嵌各種圖案，其內容有動物、花卉等。塔內浮雕l0餘尊佛及觀音像，石梯貫頂，內壁用料工細。塔身各層四面開窗，可登頂遠眺，頂為寶瓶。外壁各層鑄道教造像數尊。塔身銘文載廟建於大宋紹興丙寅(1146年)，塔修於乾道之丁亥(1167年)。據此可知石塔的確切建造年代為宋乾道三年(1167年)。
石塔七級凌空、孤聳插霄、方形，高14.4米，底周6.2米，第一級有浮雕神像五尊，形態畢真。每級短檐均蓋金黃碧綠琉璃瓦，四角微翹，級級內收。各級並書維修年代或許語。塔身用各種彩色碑瓷片鑲成圖案或做成立體動物、花卉等，都栩栩如生。每當朝暾初上或夕暉斜照，更是蔚然壯觀。塔內浮雕17尊神像，靜穆如生。上下斜式石梯，可容一人。壁上所糊石灰，用料至精，工藝亦佳，平滑堅實，光可鑑人，以手彈擊，有金石聲。歷代游人，書壁留念之跡，至今尚存。四面均有窗牖。登上頂級臨窗遠眺，則有：「舉頭紅日三寶近，放眼平原萬象低」之概。塔角及塔頂懸鐘，薄暮一杵鐘聲，千郊悠揚。「塔影懸清漢，鐘聲度白雲」之語，描繪逼真。